# Fayetteville (Nueva York)
Fayetteville es una villa ubicada en el condado de  Onondaga en el estado estadounidense de Nueva York. En el año 2000 tenía una población de 4,190 habitantes y una densidad poblacional de 935 personas por km².

## Geografía
Fayetteville se encuentra ubicada en las coordenadas 43°1′43″N 76°0′15″O / 43.02861, -76.00417.